# Jan Wraży
Jan Aleksander Wraży (ur. 10 października 1943 we Lwowie, zm. 6 kwietnia 2019 w Mons) – polski piłkarz grający na pozycji obrońcy, zawodnik m.in. GKS Katowice, Górnika Zabrze i US Valenciennes-Anzin, trener. Dwukrotny mistrz Polski i dwukrotny zdobywca Pucharu Polski z Górnikiem. Reprezentant Polski.

## Przebieg kariery
Pochodzący ze Lwowa Wraży po II wojnie światowej wraz z rodziną przeprowadził się do Bytomia. Karierę piłkarską rozpoczął w bytomskim klubie GKS Rozbark, w którym występował w drużynie trampkarzy, a następnie juniorów i seniorów w niższych ligach śląskich.
W 1965 został zawodnikiem beniaminka I ligi – GKS Katowice. W ekstraklasie zadebiutował 20 marca 1966 w wyjazdowym meczu z Górnikiem Zabrze (0:3). Szybko zdobył miejsce w podstawowej jedenastce i stał się jednym z kluczowych graczy GKS. W barwach katowickiego klubu występował do 1970, przez 4,5 roku rozgrywając 106 spotkań ligowych. Latem 1970 został graczem Górnika Zabrze, finalisty Pucharu Zdobywców Pucharów z tamtego roku. Wraży w Zabrzu zdobył dwa tytuły mistrza kraju (1971 i 1972) oraz dwa Puchary Polski (również 1971 i 1972). W 1971 jego zespół doszedł do ćwierćfinału PZP, odpadając z Manchesterem City (2:0, 0:2 i 1:3), w 1974 zaś zajął w ekstraklasie drugie miejsce. Wraży podczas gry na Śląsku słynął z szybkości, waleczności i nieustępliwości. Z Górnika odszedł w 1975 po rozegraniu w lidze, Pucharze Polski i rozgrywkach UEFA 150 meczów, w których zdobył dwa gole. Łącznie jego bilans w ekstraklasie zamknął się na 219 występach.
W reprezentacji Polski zadebiutował 17 grudnia 1968 w spotkaniu towarzyskim z Argentyną (0:1). Po raz ostatni zagrał w narodowym zespole 7 maja 1972 z Bułgarią (3:0) w ramach eliminacji do igrzysk olimpijskich. Nie znalazł się w kadrze reprezentacji na monachijską olimpiadę – selekcjoner Kazimierz Górski powołał do niej Antoniego Szymanowskiego. Łącznie w polskim zespole Wraży wystąpił w siedmiu spotkaniach.
W 1975 wyjechał do Francji, gdzie został piłkarzem pierwszoligowego US Valenciennes-Anzin. W jego barwach do 1980 rozegrał 147 spotkań mistrzowskich i strzelił dwie bramki. W sezonie 1981/82 Wraży pełnił funkcję grającego trenera RFC Hautrage, zespołu występującego w belgijskiej lidze prowincjonalnej. W sezonie 1984/85 podobne zadania wypełniał we francuskim Stade Vieux-Condéen.
Z zawodu był ślusarzem oraz trenerem. Na początku lat 80. XX wieku zamieszkał w Belgii, gdzie pozostał do śmierci. Zmarł w Mons 6 kwietnia 2019 w wieku 75 lat.

## Statystyki

### Klub
| Klub                  | Sezon              | Liga               | Liga  | Liga   | Puchar | Puchar | Europa | Europa | Inne  | Inne   | Suma  | Suma   |
| Klub                  | Sezon              | Liga               | Mecze | Bramki | Mecze  | Bramki | Mecze  | Bramki | Mecze | Bramki | Mecze | Bramki |
| --------------------- | ------------------ | ------------------ | ----- | ------ | ------ | ------ | ------ | ------ | ----- | ------ | ----- | ------ |
| GKS Katowice          | 1965/1966          | I liga             | 12    | 0      | b.d.   | b.d.   | –      | –      | –     | –      | 12    | 0      |
| GKS Katowice          | 1966/1967          | I liga             | 26    | 0      | b.d.   | b.d.   | –      | –      | b.d.  | b.d.   | 26    | 0      |
| GKS Katowice          | 1967/1968          | I liga             | 18    | 0      | b.d.   | b.d.   | –      | –      | b.d.  | b.d.   | 18    | 0      |
| GKS Katowice          | 1968/1969          | I liga             | 26    | 0      | b.d.   | b.d.   | –      | –      | –     | –      | 26    | 0      |
| GKS Katowice          | 1969/1970          | I liga             | 24    | 0      | b.d.   | b.d.   | –      | –      | –     | –      | 24    | 0      |
| GKS Katowice          | Ogólnie            | Ogólnie            | 106   | 0      | b.d.   | b.d.   | –      | –      | b.d.  | b.d.   | 106   | 0      |
| Górnik Zabrze         | 1970/1971          | I liga             | 22    | 0      | 6      | 0      | 7      | 0      | –     | –      | 35    | 0      |
| Górnik Zabrze         | 1971/1972          | I liga             | 24    | 0      | 7      | 1      | 2      | 0      | –     | –      | 33    | 1      |
| Górnik Zabrze         | 1972/1973          | I liga             | 24    | 0      | 3      | 0      | 4      | 0      | –     | –      | 31    | 0      |
| Górnik Zabrze         | 1973/1974          | I liga             | 24    | 0      | 4      | 0      | –      | –      | 2     | 0      | 30    | 0      |
| Górnik Zabrze         | 1974/1975          | I liga             | 19    | 0      | 3      | 1      | 1      | 0      | –     | –      | 23    | 1      |
| Górnik Zabrze         | Ogólnie            | Ogólnie            | 113   | 0      | 23     | 2      | 14     | 0      | 2     | 0      | 152   | 2      |
| US Valenciennes-Anzin | 1975/1976          | Division 1         | 24    | 0      | b.d.   | b.d.   | –      | –      | –     | –      | 24    | 0      |
| US Valenciennes-Anzin | 1976/1977          | Division 1         | 30    | 0      | b.d.   | b.d.   | –      | –      | –     | –      | 30    | 0      |
| US Valenciennes-Anzin | 1977/1978          | Division 1         | 28    | 0      | b.d.   | b.d.   | –      | –      | –     | –      | 28    | 0      |
| US Valenciennes-Anzin | 1978/1979          | Division 1         | 34    | 2      | b.d.   | b.d.   | –      | –      | –     | –      | 34    | 2      |
| US Valenciennes-Anzin | 1979/1980          | Division 1         | 31    | 0      | b.d.   | b.d.   | –      | –      | –     | –      | 31    | 0      |
| US Valenciennes-Anzin | Ogólnie            | Ogólnie            | 147   | 2      | b.d.   | b.d.   | –      | –      | –     | –      | 147   | 2      |
| Ogólnie w karierze    | Ogólnie w karierze | Ogólnie w karierze | 366   | 2      | 23     | 2      | 14     | 0      | 2     | 0      | 405   | 4      |

### Międzynarodowe
| Polska  | Polska | Polska |
| Rok     | Mecze  | Gole   |
| ------- | ------ | ------ |
| 1968    | 1      | 0      |
| 1969    | 2      | 0      |
| 1971    | 2      | 0      |
| 1972    | 2      | 0      |
| Ogólnie | 7      | 0      |

## Sukcesy
Górnik Zabrze
- Ekstraklasa Mistrz: 1970/1971, 1971/1972
- Ekstraklasa Wicemistrz: 1973/1974
- Puchar Polski Zwycięstwo: 1970/1971, 1971/1972
- Puchar Zdobywców Pucharów Ćwierćfinał: 1970/1971